# Livin' Proof
Albums de Group Home
A Tear for the Ghetto
(1999)
Singles
1. Supa Star
Sortie : 1994
2. Livin' Proof
Sortie : 1994
3. Suspended in Time
Sortie : 1995

Livin' Proof est le premier album studio de Group Home, sorti le 21 novembre 1995.
L'album s'est classé 12e au Top Heatseekers et 34e au Top R&B/Hip-Hop Albums.

## Liste des titres
Tous les titres sont produits par DJ Premier, à l'exception de Serious Rap Shit, produit par Guru, et 4 Give My Sins, produit par Big Jazz.
| No  | Titre                                                                           | Contient un (des) sample(s) de | Durée |
| --- | ------------------------------------------------------------------------------- | --- | ----- |
| 1.  | Intro                                                                           | Ain't No Half-Steppin' de Big Daddy Kane | 0:48  |
| 2.  | Inna Citi Life                                                                  | Nautilus de Bob James Serious (Ceereeus BDP Remix) de Steady B featuring KRS-One It Ain't Hard to Tell de Nas | 2:58  |
| 3.  | Livin' Proof                                                                    | Collage du Ramsey Lewis Trio C.R.E.A.M. du Wu-Tang Clan So Called Friends de Group Home featuring Guru | 4:15  |
| 4.  | Serious Rap Shit (featuring Big Shug et Guru)                                   | | 4:14  |
| 5.  | Suspended in Time                                                               | Pipeline de l'Incredible Bongo Band Touch Me (All Night Long) de Wish et Fonda Rae Da Mystery of Chessboxin' du Wu-Tang Clan Real Hip Hop de Das EFX | 4:34  |
| 6.  | Sacrifice (featuring Absaloot)                                                  | What Do I Wish For? des Chi-Lites Breakthrough d'Isaac Hayes Crack Featuring Pete the Fly de Paul Mooney | 3:26  |
| 7.  | Up Against the Wall (Low Budget Mix)                                            | Windows of the World d'Isaac Hayes | 4:14  |
| 8.  | 4 Give My Sins                                                                  | Survival of the Fittest de Mobb Deep Hustlin' de Smoothe Da Hustler | 3:25  |
| 9.  | Baby Pa                                                                         | The Golden Apple de Bob James Que Te Hace Pensar de Beny More | 3:12  |
| 10. | 2 Thousand                                                                      | I Feel Like Loving You Today de Donald Byrd et 125th St, N.Y.C. | 3:18  |
| 11. | Supa Star                                                                       | Sing a Simple Song de Sly and the Family Stone One Woman d'Isaac Hayes Hanging Downtown de Cameo I Got It Made de Special Ed I'm the Man de Gang Starr featuring Lil' Dap et Jeru the Damaja Words From the Nutcracker de Gang Starr featuring Melachi the Nutcracker | 5:22  |
| 12. | Up Against tha Wall (Getaway Car Mix)                                           | Red Sails in the Sunset de Young-Holt Unlimited The Year of the 9 de Brother Arthur Supa Star de Group Home | 4:34  |
| 13. | Tha Realness (featuring Smiley the Ghetto Child, Black Star et Jack the Ripper) | Valley of the Shadows de Bob James Shook Ones Part II de Mobb Deep | 4:32  |

| 14. | So-Called Friends | 2:55 |